# Ludność Łańcuta
Ludność Łańcuta – w roku 1980 liczba ludności miasta wynosiła 14864 osób. Łańcut było po Rzeszowie i Mielcu trzecim co do wielkości miastem ówczesnego województwa rzeszowskiego.
W latach 1980–1986 dynamika wzrostu ludności była wysoka. Liczba mieszkańców Łańcuta powiększała się rocznie średnio o ok. 300 osób. Było to wynikiem dużego przyrostu naturalnego i wyraźnie dodatniego salda migracji. W okresie tym pomyślnie rozwijało się budownictwo mieszkalne. W dzielnicy Podzwierzyniec wzniesiono wówczas składające się z pięciu bloków osiedle mieszkaniowe. Kilka wielorodzinnych budynków mieszkalnych oddano do użytku również na obszarze dzielnic Przedmieście i Grabskie i Południe. Powstałe budynki przeznaczone były przede wszystkim dla pracujących w miejscowych zakładach pracy. W 1979 roku ukończono budowę filii krakowskiej Vistuli. Fakt powstania nowego zakładu pracy miał wpływ na rozwój liczby ludności miasta także w pierwszej połowie lat osiemdziesiątych.
W latach następnych, aż do roku 1991 nastąpił spadek dynamiki wzrostu ludności miasta. W okresie tym liczba mieszkańców Łańcuta wzrastała rocznie już tylko o około 150 osób. Powodem zaistniałej tendencji było stopniowe obniżenie się poziomu przyrostu naturalnego i znacznie niższe wartości salda migracji (w latach 1987–1988 saldo było ujemne). Wynikało to z pogorszenia się kondycji miejscowych zakładów przemysłowych, a w szczególności spadku liczby tworzonych przez nie miejsc pracy. W okresie tym zbudowano również wyraźnie mniej wielorodzinnych budynków mieszkalnych.
W latach 1992–1999 odnotowano w dalszym ciągu powolny, ale stopniowy spadek wzrostu liczby mieszkańców Łańcuta. Roczny wzrost ludności utrzymywał się w tym okresie na poziomie poniżej 100 osób. Konsekwencja tego był minimalny spadek liczby mieszkańców w roku 1998 (-7 osób w porównaniu z 1997). Było to związane z ciągłym spadkiem przyrostu naturalnego na obszarze miasta, bezrobociem oraz upadkiem niektórych przedsiębiorstw. Wyjątkiem są lata 1996 i 1997, w ciągu których wzrost liczby ludności był wyższy. Spowodowany był on wyraźnie dodatnimi wówczas wartościami salda migracji.

## Przyrost naturalny
Przyrost naturalny podobnie jak liczba urodzeń początkowo wzrastał. Kulminacją tego procesu był rok 1984, kiedy osiągnął wartość 10,9‰. Od tego momentu jego wartość wyraźnie spadała. W latach 80. główną przyczyną tego zjawiska było zmniejszenie się liczby ludności w wieku rozrodczym, a sam spadek przebiegał łagodnie do poziomu ok. 5‰. W następnym dziesięcioleciu proces ten stał się bardziej gwałtowny, jego podstawową przyczyna była trudna sytuacja gospodarcza oraz zły stan materialny znaczniej części rodzin mieszkających w Łańcucie. Jednak już w 1999 roku przyrost naturalny ponownie był dodatni. W roku 1999 w Łańcucie urodziło się 202 dzieci (11‰), a zmarło 171 osób (9,4‰). Przyrost naturalny wyniósł więc 31 osób (1,7‰). Był on większy niż w kraju (0,6‰). Największym przyrostem naturalnym charakteryzuje się dzielnica Podzwierzyniec – Kąty (8,3‰), a najmniejszym Śródmieście (-6,9‰). W Śródmieściu duży procent mieszkańców stanowią ludzie w podeszłym wieku, dlatego przyrost naturalny jest wyraźnie ujemny.
Na wzrost przyrostu naturalnego wpływa wiele czynników, np.
- Związki małżeńskie

Liczba zawieranych związków małżeńskich w latach 1980–2005 charakteryzuje się dość wysoką dynamiką. Największą ich liczbą odznacza się rok 1983 (127), a najmniejszą – 1992 (80). W latach 1980–2005 zawierano średnio 95 małżeństw. W latach osiemdziesiątych osoby urodzone w czasie powojennego wyżu demograficznego osiągnęły wiek sprzyjający zawieraniu małżeństw. Był to powód ich zwiększonej liczby w tym okresie. Niepewna sytuacja gospodarcza oraz pojawienie się problemu bezrobocia (szczególnie wśród absolwentów szkół) wpłynęły znacząco na poniższy spadek liczby małżeństw.
- Liczba urodzeń

Z liczbą zawartych małżeństw ściśle związana jest liczba urodzeń. Początkowo, w latach 1980–1984, wykazywała ona w Łańcucie tendencję wzrostową. Liczba urodzeń wynosiła wówczas zawsze nie mniej niż 270. W tym okresie w wiek rozrodczy wkroczyły roczniki urodzone w czasie wyżu demograficznego z lat 50. (efekt falowania). Innym powodem wzrostu liczby urodzeń była ówczesna ogólnie dobra sytuacja gospodarcza oraz pomyślny rozwój budownictwa. Najwięcej dzieci przyszło na świat w Łańcucie w roku 1984 (302).
Od tego momentu aż do 2005 roku, pomimo niewielkich wahań, w mieście utrzymuje się spadkowa tendencja liczby urodzeń. Czynniki, które przyczyniły się do tego procesu są przeciwne do występujących w latach 1980–1984. Na spadek liczby urodzeń miały więc wpływ: wejście w wiek rozrodczy mało licznych roczników z niżu demograficznego lat 60., kryzys gospodarczy i mieszkaniowy, ale także transformacja społeczno ustrojowa i obniżenie płodności kobiet. Ponadto w latach 90. znacznie upowszechnił się model rodziny z tylko jednym dzieckiem. Najmniejszą liczbą urodzeń charakteryzuje się rok 1998, w którym przyszło na świat zaledwie 196 niemowląt.
- Liczba zgonów

Liczba zgonów w latach 1980–2005 cechuje się powolnym, ale systematycznym wzrostem. Jest to konsekwencja powiększającej się ludności miasta. Znaczny wpływ na bardzo małą szybkość tego procesu ma wzrastająca średnia długość życia mieszkańców Łańcuta, która jest spowodowana poprawieniem się warunków socjalno-bytowych. Najwięcej zgonów na terytorium miasta zanotowano w 1998 roku (182), a najmniej w 1984 (131).
- Wykres liczby ludności Łańcuta na przestrzeni ostatnich lat[1]

## Struktura płci
W latach 1980–2005 Łańcut charakteryzował się znaczną przewagą liczby kobiet nad liczbą mężczyzn. Różnica ta zmniejszała się stopniowo, ale bardzo powoli. Wskaźnik feminizacji spadł poniżej 110 kobiet na 100 mężczyzn dopiero w roku 1995. Taka wyraźna przewaga kobiet to efekt ich licznych migracji do Łańcuta z otaczających go wsi. Zjawisko to miało miejsce już w okresie międzywojennym. Znacznie ma również fakt, że średnia długość życia kobiet jest większa niż u mężczyzn. Najwyższy wskaźnik feminizacji w latach 1980–2005 zanotowano w roku 1983 (113,4), a najniższy w 1997 (107,7). Liczba mężczyzn w stosunku do liczby kobiet zwiększyła się, ponieważ wzrastało ich zapotrzebowanie do pracy w nowo powstałych zakładach przemysłowych. Populacja wyniosła w 2005 roku 9513 kobiet (52,7%) i 8532 mężczyzn (47,3%). Proporcje nie odbiegają więc od normy. Na stu mężczyzn przypada 111 kobiet.